# Szervetlen vegyület
Hagyományos értelemben szervetlen vegyületnek azokat a vegyületeket nevezik, amelyek nem biológiai, hanem ásványi eredetűek. Ezzel szemben a szerves vegyületeket hagyományosan biológiai eredetűnek tekintik. A múlt század folyamán a szerves és szervetlen vegyületek pontos besorolása kevésbé fontossá vált a tudósok számára, elsősorban azért, mert az ismert vegyületek többsége nem természetes eredetű, hanem mesterségesen állították elő őket. Ezenkívül sok, a modern szervetlen kémia tárgykörébe tartozónak tekintett vegyület tartalmaz szerves ligandumokat. A fémorganikus és a bioszervetlen kémia kifejezetten a szerves kémia, biokémia és szervetlen kémia közötti területekkel foglalkozik.
A szervetlen vegyületeket formailag úgy definiálhatjuk, ahogy a nevük jelzi: nem szerves vegyületek. A szerves vegyületek szenet tartalmaznak, bár néhány széntartalmú vegyületet hagyományosan a szervetlen vegyületek közé sorolnak. Ha a szervetlen kémiára és az életre gondolunk, érdemes visszagondolni arra, hogy a természetben sok kémiai részecske önmagában nem vegyület, hanem ion. A nátrium-, klorid- és foszfátionok a szervetlen vegyületek egy részéhez  – például szénsav, nitrogén, szén-dioxid, víz és oxigén – hasonlóan alapvetően fontosak az élet számára. Ezen egyszerű ionoktól és molekuláktól eltekintve szinte minden, a bioszervetlen kémia körébe tartozó részecske tartalmaz szénatomot, és szerves vagy fémorganikus vegyületnek tekinthető.

## Szervetlen szénvegyületek
Sok olyan széntartalmú vegyület van, amelyet szervetlen vegyületeknek tekintünk, például a szén-monoxid, szén-dioxid, karbonátok, cianidok, cianátok, karbidok és tiocianátok. Általában azonban e területek kutatói nem aggódnak a pontos definíciók miatt.

## Koordinációs kémia
A szervetlen kémiai kézikönyvekben tárgyalt egyik nagy vegyületcsoport a koordinációs vegyületek. Ebbe a csoportba a szigorúan szervetlen részecskéktől, például a kobalt(III)-hexammin-kloridtól (Co(NH3)6Cl3) kezdve a fémorganikus vegyületeken át – ilyen például a ferrocén (Fe(C5H5)2) (Fe(C5H5)2 – a bioszervetlen vegyületekig – hidrogenáz enzim – számos anyag tartozik.

## Ásványtan
A Föld és a világegyetem legnagyobb része is szervetlen anyagból áll. Habár a földkéreg alkotóit jól ismerjük, az ásványosodás folyamata és az alsó földköpeny összetétele továbbra is aktív kutatási területek.

## Fordítás
- Ez a szócikk részben vagy egészben az Inorganic compound című angol Wikipédia-szócikk ezen változatának fordításán alapul.  Az eredeti cikk szerkesztőit annak laptörténete sorolja fel. Ez a jelzés csupán a megfogalmazás eredetét és a szerzői jogokat jelzi, nem szolgál a cikkben szereplő információk forrásmegjelöléseként.